# Comercio Merlinsky y Syrowicz
Das Comercio Merlinsky y Syrowicz ist ein Bauwerk in der uruguayischen Landeshauptstadt Montevideo.
Das 1955 errichtete Gebäude befindet sich im Barrio Centro an der Calle Mercedes 953, Ecke Río Branco.  Für den Bau zeichnete der Architekt Ildefonso Aroztegui (* 19. Juli 1916; † 10. November 1988) verantwortlich. Das als Geschäftshaus konzipierte Gebäude beherbergt mittlerweile Büroräumlichkeiten für die Justiz, in denen ein Teil des Familiengerichts untergebracht ist.